# Episodi di Ironside (ottava stagione)
L'ottava e ultima stagione della serie televisiva Ironside, composta da 24 episodi, è stata trasmessa negli Stati Uniti dal canale NBC a partire dal 12 settembre 1974.
| nº | Titolo originale             | Titolo italiano                 | Prima TV USA      | Prima TV Italia |
| -- | ---------------------------- | ------------------------------- | ----------------- | --------------- |
| 1  | Raise the Devil, part 1      | Il mistero del pugnale, parte 1 | 12 settembre 1974 |                 |
| 2  | Raise the Devil, part 2      | Il mistero del pugnale, parte 2 | 19 settembre 1974 |                 |
| 3  | What's New with Mark         | Mark si sposa                   | 26 settembre 1974 |                 |
| 4  | Trial of Terror              | Duplice condanna                | 3 ottobre 1974    |                 |
| 5  | Cross Doublecross            | Uomo donna assassino            | 10 ottobre 1974   |                 |
| 6  | Set-Up: Danger!              | Il boss                         | 24 ottobre 1974   |                 |
| 7  | The Lost Cotillion           | L'orchidea bianca               | 31 ottobre 1974   |                 |
| 8  | Run Scared                   | Una maschera per morire         | 7 novembre 1974   |                 |
| 9  | Act of Vengeance             | Un bel posto al sole            | 14 novembre 1974  |                 |
| 10 | Far Side of the Fence        | Il delatore                     | 21 novembre 1974  |                 |
| 11 | The Over-the-Hill Blues      | Lo scassinatore                 | 5 dicembre 1974   |                 |
| 12 | Speak No Evil                | Il giustiziere                  | 12 dicembre 1974  |                 |
| 13 | Fall of an Angel             | L'angelo della morte            | 19 dicembre 1974  |                 |
| 14 | The Visiting Fireman         | I codici rubati                 | 26 dicembre 1974  |                 |
| 15 | The Return of Eleanor Rogers | La seconda moglie               | 2 gennaio 1975    |                 |
| 16 | The Faded Image              | Un vuoto di memoria             | 16 gennaio 1975   |                 |
| 17 | A Matter of Life or Death    | Delitto nel parco               | 1975              |                 |
| 18 | The Organizer                | Lotta al racket                 | 1975              |                 |
| 19 | The Rolling Y                | Bentornato a casa figliolo      | 1975              |                 |